# Брекеленкам, Квирин ван
Квирин ван Брекеленкам (нидерл. Quiringh Gerritszoon van Brekelenkam; родился после 1622 в Зваммердаме, умер около 1669 в Ледене) — голландский живописец.

## Биография
О его жизни известно мало. В переписи населения 1622 года в Зваммердаме имя Квирина ван Брекеленкама не упоминается, поэтому считается, что он родился после 1622 года. Первая точно известная дата, связанная с именем Квирина ван Брекеленкама, — 18 марта 1648, когда он присоединился к Гильдии Святого Луки в Лейдене. В связи с выплатами в гильдию он упоминается с 1648 по 1650 и с 1658 по 1667 годы.
Самые ранние известные картины относятся к 1648 году, последняя известная картина — De goudweger (Старая пинакотека, Мюнхен) — датируется 1668 годом. Вероятно, умер около 1669 года. Возможно, Квирин ван Брекеленкам был учеником Геррита Доу.